# Liste des sentiers de grande randonnée dans le Pas-de-Calais
Ce tableau présente la liste des sentiers de grande randonnée qui cheminent dans le département du Pas-de-Calais, en France.

## Liste
| Nom    | Autre nom                                                                            | Longueur (km) | Extrémités                                          |
| ------ | ------------------------------------------------------------------------------------ | ------------- | --------------------------------------------------- |
| GR 120 | Sentier du littoral Partie du sentier européen E9                                    | 305           | La Panne Le Tréport (Seine-Maritime)                |
| GR 121 | De Bon-Secours à Boulogne-sur-Mer                                                    | 263           | Bon-Secours Boulogne-sur-Mer (Pas-de-Calais)        |
| GR 123 | 7 vallées, Ponthieu, val de Somme, Picardie, vallée de l'Oise et forêts du Noyonnais | 228           | Contes (Pas-de-Calais) Carlepont (Oise)             |
| GR 124 | De Cires-lès-Mello à Rebreuviette                                                    | 225           | Cires-lès-Mello (Oise) Rebreuviette (Pas-de-Calais) |
| GR 127 |                                                                                      | 93            | Duisans (Pas-de-Calais) Dennebrœucq (Pas-de-Calais) |
| GR 128 | De Wissant à Aix-la-Chapelle                                                         | 674           | Wissant (Pas-de-Calais) Aix-la-Chapelle             |
| GR 145 | Via Francigena                                                                       | 988           | Calais (Pas-de-Calais) Les Fourgs (Doubs)           |